# Iodotropheus
Iodotropheus – rodzaj słodkowodnych ryb okoniokształtnych z rodziny pielęgnicowatych (Cichlidae).

## Występowanie
Gatunki endemiczne jeziora Malawi (Niasa) w Afryce.

## Klasyfikacja
Gatunki zaliczane do tego rodzaju:
- Iodotropheus declivitas Stauffer, 1994

- Iodotropheus sprengerae Oliver & Loiselle, 1972 – pyszczak rdzawy[potrzebny przypis]
- Iodotropheus stuartgranti Konings, 1990

Gatunkiem typowym jest Iodotropheus sprengerae.